# Mea yunquella
Mea yunquella är en fjärilsart som beskrevs av Forbes 1931. Mea yunquella ingår i släktet Mea och familjen äkta malar.
Artens utbredningsområde är Puerto Rico. Inga underarter finns listade i Catalogue of Life.